# 永宁郡 (东汉)
永宁郡，中国古代的郡。
东汉初平元年（190年），分巴郡置，治所在江州县（今重庆市江北区）。属益州。辖境相当今重床市南部地区。建安六年（201年）复为巴郡。